# Ault Field
Ault Field is een plaats (census-designated place) in de Amerikaanse staat Washington, en valt bestuurlijk gezien onder Island County.

## Demografie
Bij de volkstelling in 2000 werd het aantal inwoners vastgesteld op 2064.

## Geografie
Volgens het United States Census Bureau beslaat de plaats een oppervlakte van
26,9 km², waarvan 17,8 km² land en 9,1 km² water.

## Plaatsen in de nabije omgeving
De onderstaande figuur toont nabijgelegen plaatsen in een straal van 20 km rond Ault Field.